# Saint-Laurent-sur-Oust
Pour les articles homonymes, voir Saint-Laurent.
Saint-Laurent-sur-Oust [sɛ̃ lɔʁɑ̃ syʁ ust] est une commune française, située dans le département du Morbihan en région Bretagne.

## Géographie

### Situation
| Missiriac     |                        | Ruffiac |
| Saint-Congard | Saint-Laurent-sur-Oust |         |
|               | Saint-Martin-sur-Oust  |         |

### Hydrographie
Pour un article plus général, voir Réseau hydrographique du Morbihan.
La commune est située dans le bassin Loire-Bretagne. Elle est drainée par le canal de Nantes à Brest, l'Oust, les Arches, le Guidecourt et divers autres petits cours d'eau,.
Le canal de Nantes à Brest est un canal, chenal et un estuaire et un cours d'eau naturel navigable sur une grande partie de son cours, d'une longueur de 364 km, prend sa source dans la commune de Nort-sur-Erdre et se jette  dans la Loire à Nantes. 
L'Oust, d'une longueur de 145 km, prend sa source dans la commune de La Harmoye et se jette  dans la Vilaine à Rieux, après avoir traversé 46 communes. 
Les Arches, d'une longueur de 14 km, prend sa source dans la commune de Augan et se jette  dans l'Oust à Saint-Congard, après avoir traversé six communes. 

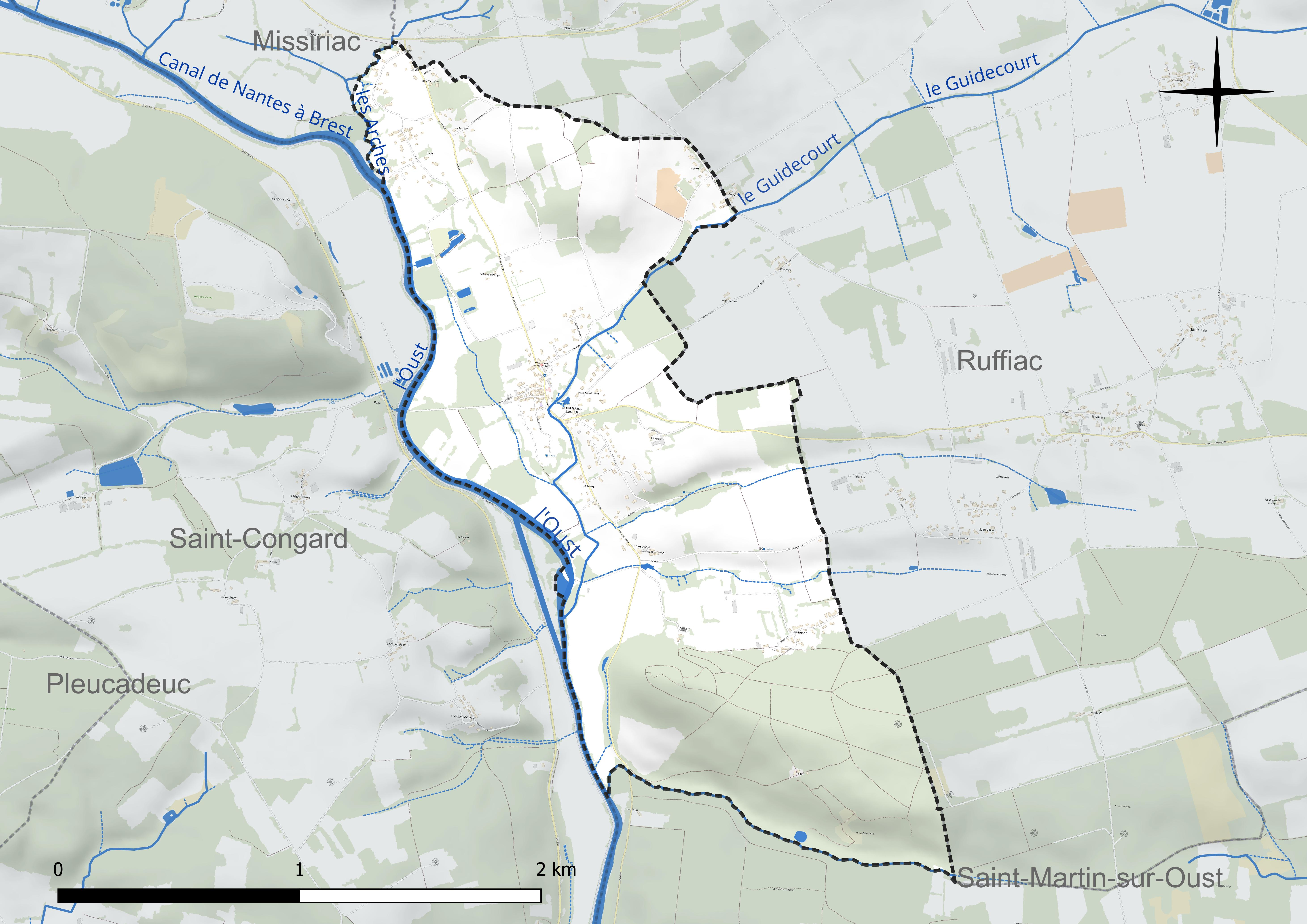
Réseau hydrographique de Saint-Laurent-sur-Oust.

### Climat
Pour des articles plus généraux, voir Climat de la Bretagne et Climat du Morbihan.
En 2010, le climat de la commune est de type climat océanique franc, selon une étude du CNRS s'appuyant sur une série de données couvrant la période 1971-2000. En 2020, Météo-France publie une typologie des climats de la France métropolitaine dans laquelle la commune est exposée à un climat océanique et est dans la région climatique  Bretagne orientale et méridionale, Pays nantais, Vendée, caractérisée par une faible pluviométrie en été et une bonne insolation. Parallèlement l'observatoire de l'environnement en Bretagne publie en 2020 un zonage climatique de la région Bretagne, s'appuyant sur des données de Météo-France de 2009. La commune est, selon ce zonage, dans la zone « Intérieur Est  », avec des hivers frais, des étés chauds et des pluies modérées.  
Pour la période 1971-2000, la température annuelle moyenne est de 11,7 °C, avec une amplitude thermique annuelle de 12,6 °C. Le cumul annuel moyen de précipitations est de 856 mm, avec 12,5 jours de précipitations en janvier et 6,6 jours en juillet. Pour la période 1991-2020, la température moyenne annuelle observée sur la station météorologique la plus proche, située sur la commune de Pleucadeuc à 6 km à vol d'oiseau, est de 11,9 °C et le cumul annuel moyen de précipitations est de 907,2 mm,. Pour l'avenir, les paramètres climatiques de la commune estimés pour 2050 selon différents scénarios d’émission de gaz à effet de serre sont consultables sur un site dédié publié par Météo-France en novembre 2022.

## Urbanisme

### Typologie
Au 1er janvier 2024, Saint-Laurent-sur-Oust est catégorisée commune rurale à habitat dispersé, selon la nouvelle grille communale de densité à sept niveaux définie par l'Insee en 2022.
Elle est située hors unité urbaine. Par ailleurs la commune fait partie de l'aire d'attraction de Malestroit, dont elle est une commune de la couronne,. Cette aire, qui regroupe 3 communes, est catégorisée dans les aires de moins de 50 000 habitants,.

### Occupation des sols
L'occupation des sols de la commune, telle qu'elle ressort de la base de données européenne d’occupation biophysique des sols Corine Land Cover (CLC), est marquée par l'importance des territoires agricoles (75,4 % en 2018), une proportion identique à celle de 1990 (75,4 %). La répartition détaillée en 2018 est la suivante : 
zones agricoles hétérogènes (34,2 %), terres arables (32 %), forêts (24,6 %), prairies (9,3 %). L'évolution de l’occupation des sols de la commune et de ses infrastructures peut être observée sur les différentes représentations cartographiques du territoire : la carte de Cassini (XVIIIe siècle), la carte d'état-major (1820-1866) et les cartes ou photos aériennes de l'IGN pour la période actuelle (1950 à aujourd'hui).

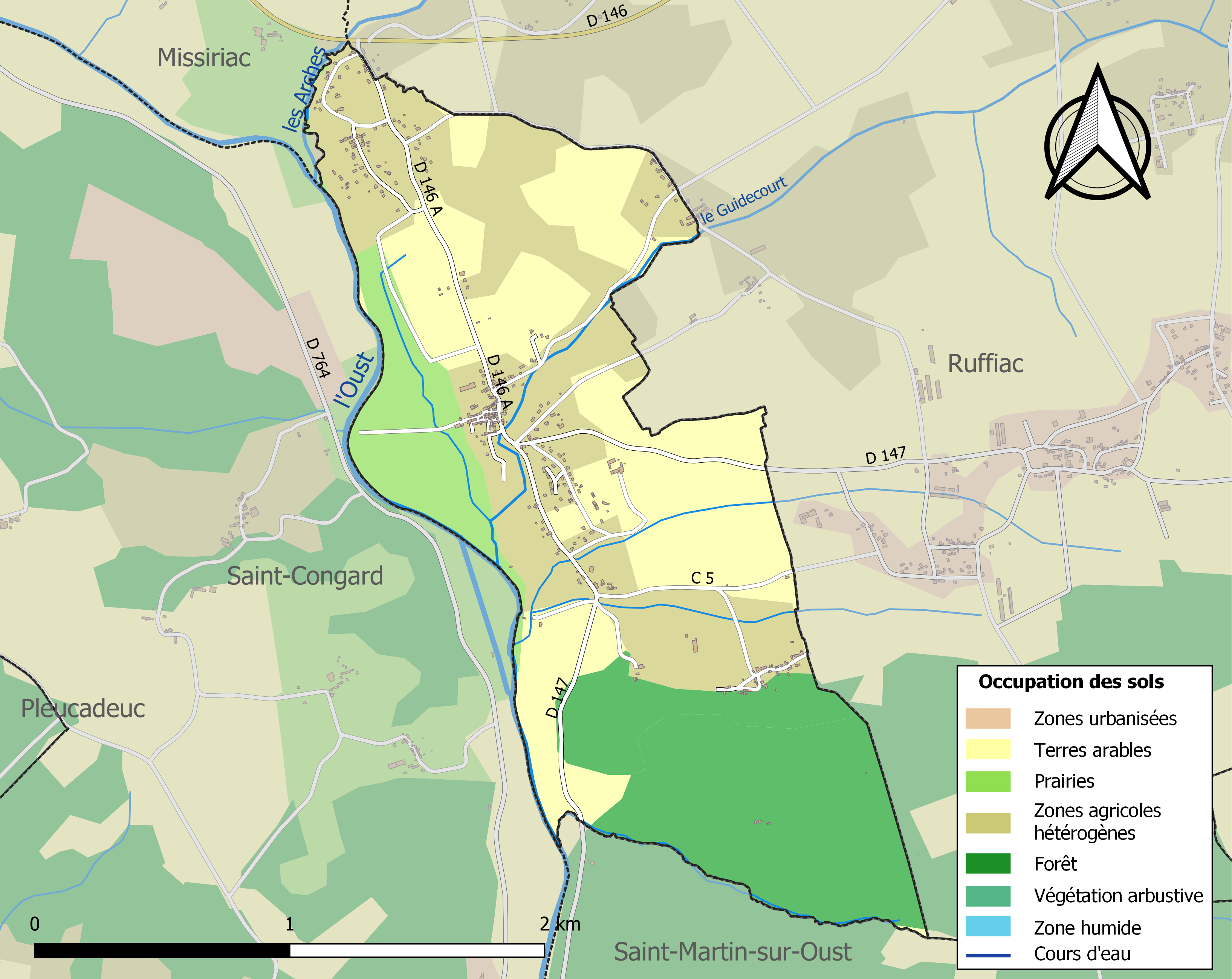
Carte des infrastructures et de l'occupation des sols de la commune en 2018 (CLC).

## Toponymie
Le nom de la localité est attesté sous les formes Grennoc en 1330, Grennec en 1422, Sainct Lorans en 1433, Sainct Laurans de Greheneuc en 1536.
Sant-Laorañs-Graenneg en breton.
Graenneg dérive de Krann, mot très présent en toponymie bretonne. Nous retrouvons toujours en breton contemporain le mot Digrannañ signifiant défricher une parcelle pleine de fougères. Graenneg rappellerait dont un territoire défriché où la fougère abondait probablement.
L'église paroissiale, construite en 1433, se verra dédiée à Saint Laurent qui devient ainsi le protecteur de la paroisse et s'insère ainsi dans le toponyme.
L'Oust est une rivière de Bretagne, affluent de la Vilaine.

## Histoire

### LeXXesiècle

#### La Belle Époque
Fin avril 1906 un agent du fisc parvint à faire sans incidents l'inventaire des biens d'église à Saint-Laurent-sur-Oust en le faisant incognito.

## Politique et administration
| Période                                  | Période     | Identité        | Étiquette | Qualité |
| ---------------------------------------- | ----------- | --------------- | --------- | ------- |
| avant 1988                               | ?           | Rémy Michel     |           |         |
| mars 2001                                | 23 mai 2020 | Isabelle Michel | DVD       |         |
| 23 mai 2020                              | En cours    | Michel Berthet  |           |         |
| Les données manquantes sont à compléter. |             |                 |           |         |

## Démographie
L'évolution du nombre d'habitants est connue à travers les recensements de la population effectués dans la commune depuis 1793. Pour les communes de moins de 10 000 habitants, une enquête de recensement portant sur toute la population est réalisée tous les cinq ans, les populations de référence des années intermédiaires étant quant à elles estimées par interpolation ou extrapolation. Pour la commune, le premier recensement exhaustif entrant dans le cadre du nouveau dispositif a été réalisé en 2005.

En 2022, la commune comptait 394 habitants, en évolution de +7,65 % par rapport à 2016 (Morbihan : +3,82 %, France hors Mayotte : +2,11 %).
| 1793 | 1800 | 1806 | 1821 | 1831 | 1836 | 1841 | 1846 | 1851 |
| ---- | ---- | ---- | ---- | ---- | ---- | ---- | ---- | ---- |
| 257  | 174  | 260  | 294  | 209  | 225  | 225  | 241  | 275  |

| 1856 | 1861 | 1866 | 1872 | 1876 | 1881 | 1886 | 1891 | 1896 |
| ---- | ---- | ---- | ---- | ---- | ---- | ---- | ---- | ---- |
| 239  | 264  | 265  | 250  | 236  | 238  | 234  | 239  | 254  |

| 1901 | 1906 | 1911 | 1921 | 1926 | 1931 | 1936 | 1946 | 1954 |
| ---- | ---- | ---- | ---- | ---- | ---- | ---- | ---- | ---- |
| 271  | 282  | 278  | 235  | 244  | 254  | 280  | 275  | 261  |

| 1962 | 1968 | 1975 | 1982 | 1990 | 1999 | 2005 | 2006 | 2010 |
| ---- | ---- | ---- | ---- | ---- | ---- | ---- | ---- | ---- |
| 262  | 271  | 272  | 293  | 281  | 271  | 311  | 319  | 372  |

| 2015 | 2020 | 2022 | - | - | - | - | - | - |
| ---- | ---- | ---- | - | - | - | - | - | - |
| 360  | 389  | 394  | - | - | - | - | - | - |

## Culture et patrimoine

### Lieux et monuments
- La croix de cimetière de Saint-Laurent-sur-Oust.
- Église Saint-Laurent.

### Blasonnement
|  | Les armoiries de Saint-Laurent-sur-Oust se blasonnent ainsi : Ecartelé ; aux premier et quatrième de gueules à cinq besants d'or posés en sautoir ; aux deuxième et troisième de sinople à la croix alésée d'or. Conc: J-Cl Renaud. |